# Piranosa

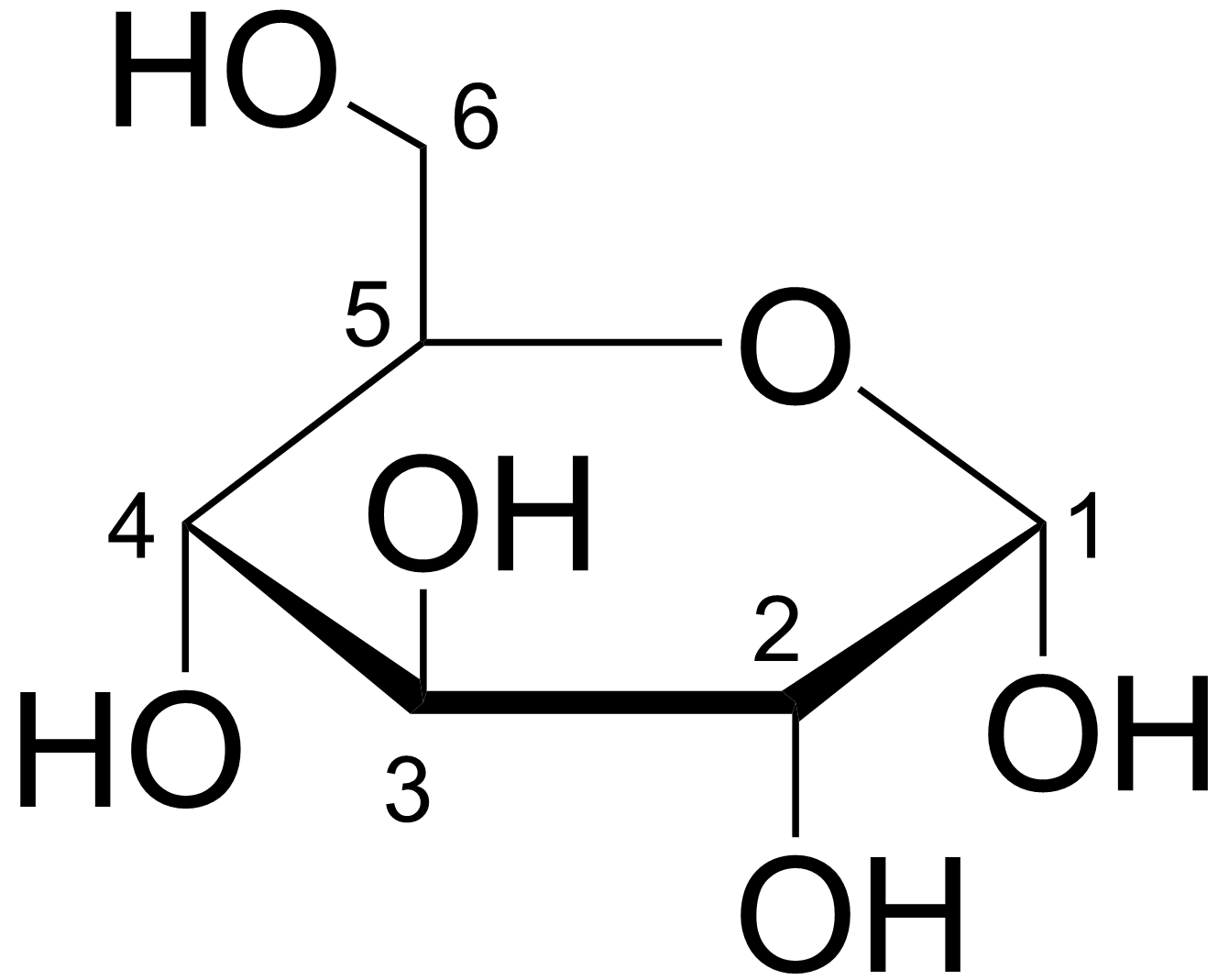
Glucosa en la seva forma α-D-glucopiranosa.

Piranosa és un terme genèric per a referir-se als carbohidrats que tenen una estructura química que inclou un anell de sis àtoms que consta de cinc carbonis i un oxigen. L'anell de piranosa és format per la reacció del grup d'alcohol de C₅ d'un monosacàrid amb el seu aldehid de C1 que forma un hemiacetal intramolecular. El nom es deriva de la seva similitud química amb el piran que també té un heterocicle amb oxigen.